# Tibiriçá (Bauru)
Tibiriçá é um distrito do município brasileiro de Bauru, no interior do estado de São Paulo.

## História

### Origem
O povoado que deu origem ao distrito se desenvolveu ao redor da estação ferroviária, inaugurada pela Estrada de Ferro Noroeste do Brasil em 27/09/1906. A estação foi aberta com o nome de Presidente Tibiriçá e ele (o então Presidente do Estado Dr. Jorge Tibiriçá) estava presente na comitiva no dia da inauguração do trecho, que foi o primeiro da ferrovia a ser aberto.

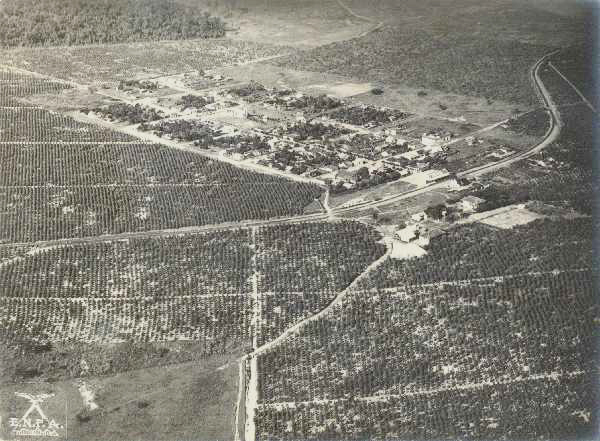
Vista aérea (1940).

Outro marco importante para o desenvolvimento do distrito foi a Fazenda Divisa, pois o povoado desenvolveu-se a partir de uma doação de 5 alqueires paulistas de terras da fazenda no ano de 1915, feita pelos proprietários Antônio Gonçalves Fraga e Joaquim Rodrigues Fraga para a Irmandade de Misericórdia que rapidamente dividiu a área e vendeu os lotes. No final da década de 1920 ganhou força a economia cafeeira, e a Fazenda Divisa é um expoente dessa época.

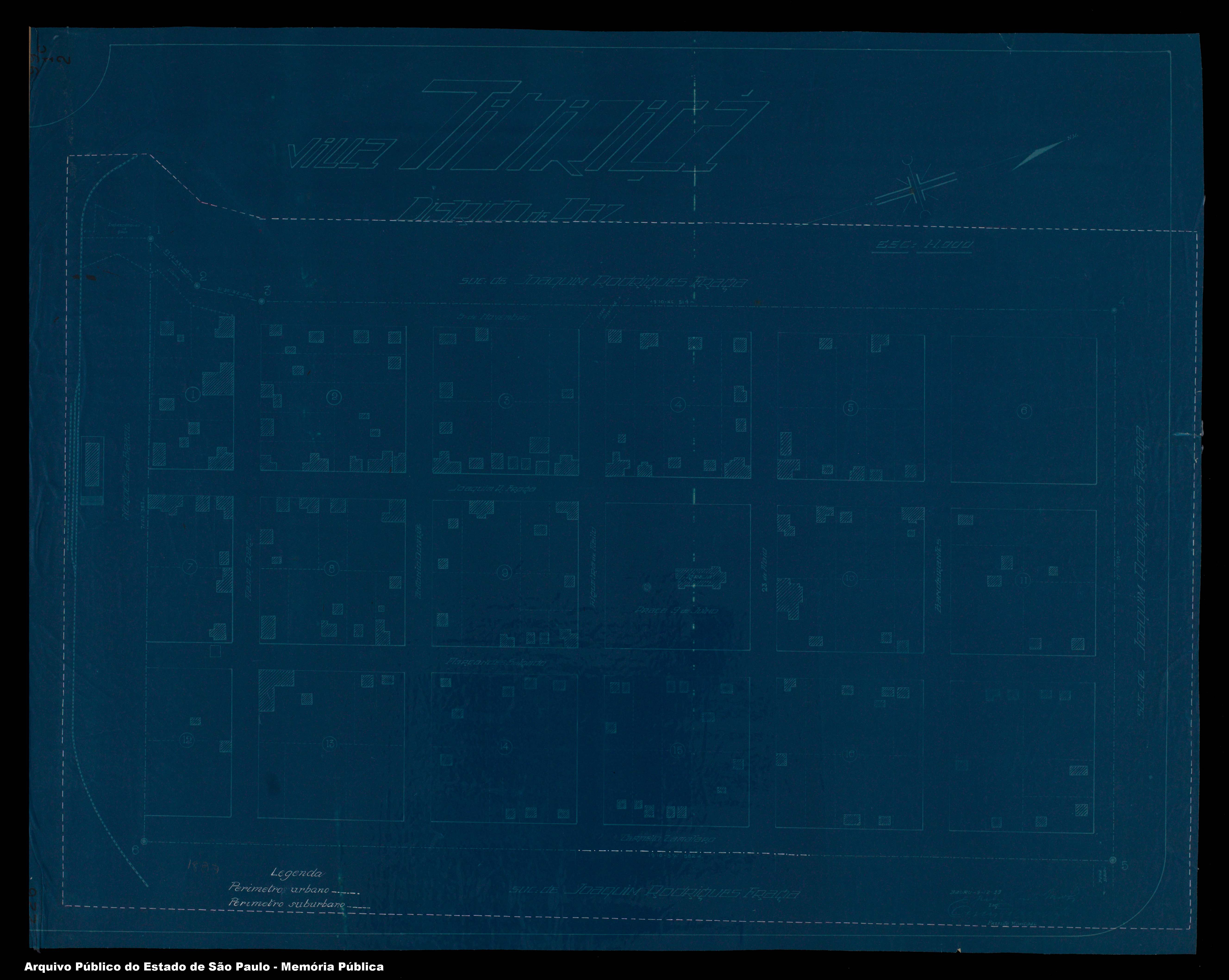
Planta da área urbana original.

### Formação administrativa
- Distrito criado pela Lei nº 1.675 de 09/12/1919, com o nome de Presidente Tibiriçá e com território desmembrado do distrito de Jacutinga (atual Avaí), no município de Bauru[5][6].
- Distrito policial criado em 22/12/1919[7].
- O Decreto n° 9.775 de 30/11/1938 altera a denominação para Tibiriçá[8][9].

## Geografia

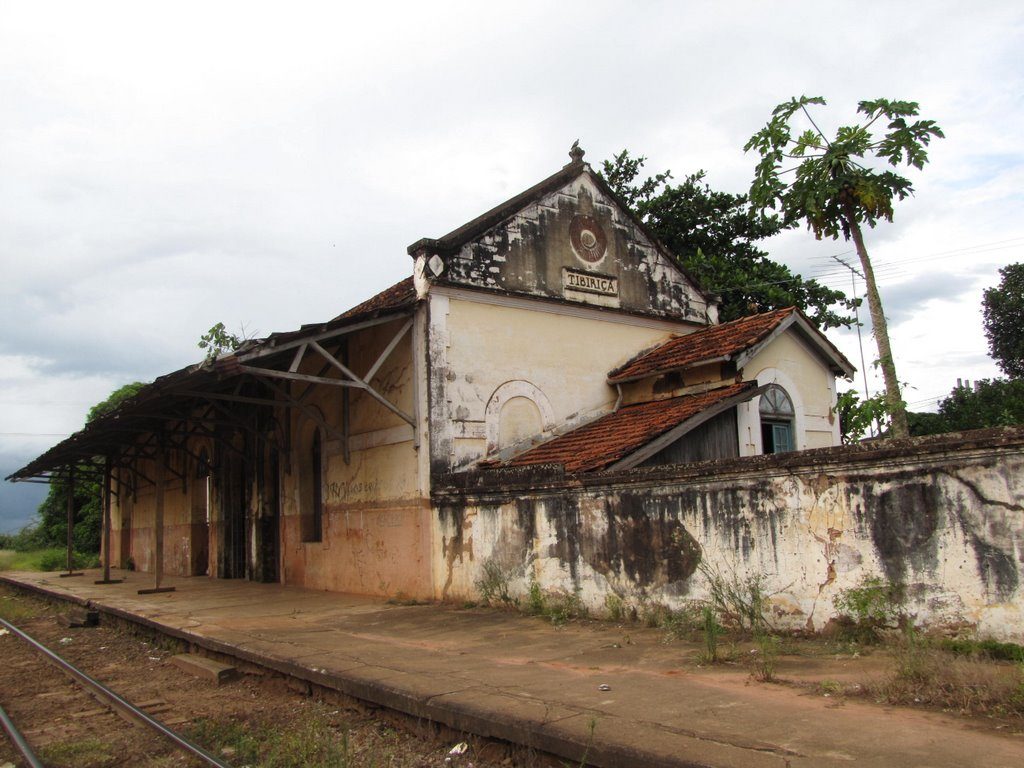
Estação ferroviária.

### Demografia

#### População urbana
| Crescimento população urbana | Crescimento população urbana | Crescimento população urbana | Crescimento população urbana |
| Censo                        | Pop.                         |                              | %±                           |
| ---------------------------- | ---------------------------- | ---------------------------- | ---------------------------- |
| 1934                         | 639                          |                              |                              |
| 1940                         | 901                          |                              | 41,0%                        |
| 1950                         | 823                          |                              | −8,7%                        |
| 1960                         | 644                          |                              | −21,7%                       |
| 1970                         | 701                          |                              | 8,9%                         |
| 1980                         | 668                          |                              | −4,7%                        |
| 1991                         | 651                          |                              | −2,5%                        |
| 2000                         | 939                          |                              | 44,2%                        |
| 2010                         | 1 004                        |                              | 6,9%                         |
| Fonte: IBGE e Fundação SEADE |                              |                              |                              |

#### População total
Pelo Censo 2010 (IBGE) a população total do distrito era de 1 484 habitantes, sendo 761 homens e 723 mulheres, possuindo um total de 540 domicílios particulares.

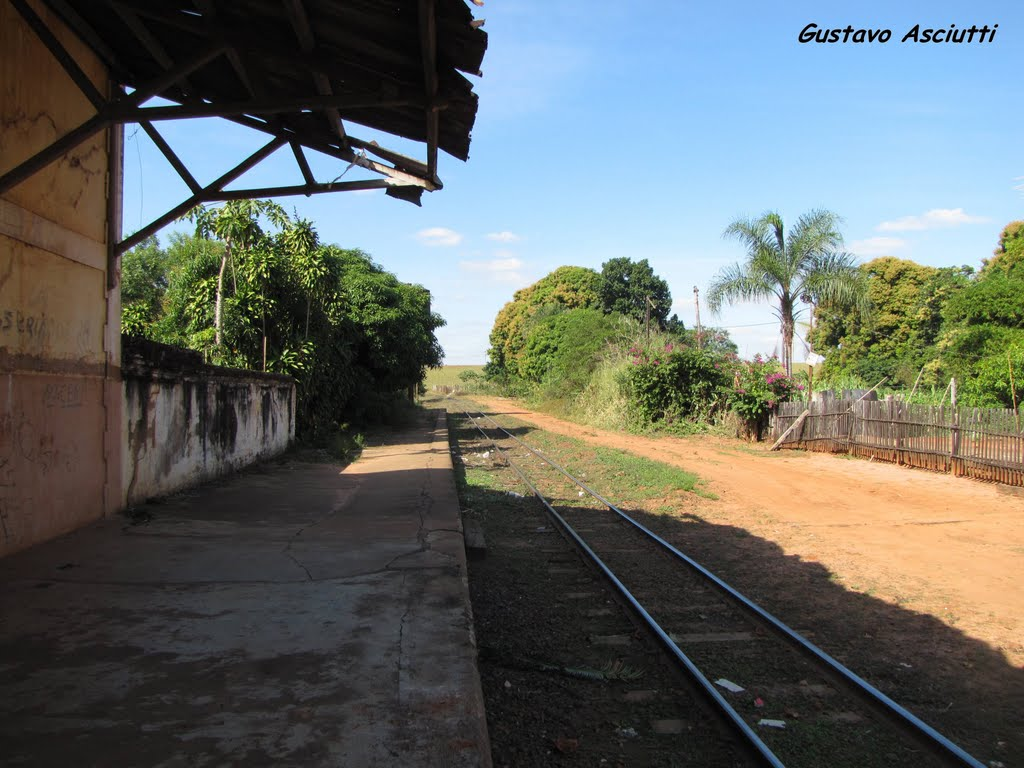
Pátio Tibiriçá.

### Área territorial
A área territorial do distrito é de 98,324 km².

### Rodovias
O principal acesso a Tibiriçá é através da Rodovia Marechal Rondon (SP-300).

### Ferrovias
Pátio Tibiriçá (JTC) da Linha Tronco (Estrada de Ferro Noroeste do Brasil), sendo a ferrovia operada atualmente pela Rumo Malha Oeste.

## Serviços públicos
Atualmente Tibiriçá possui algumas estruturas públicas importantes como Núcleo de Saúde, Centro de Referência da Assistência Social (CRAS), Creche, Biblioteca e Escola Estadual.

### Administração
- Subprefeitura de Tibiriçá[14].

### Registro civil
Atualmente é feito na sede do município, pois o Cartório de Registro Civil das Pessoas Naturais do distrito foi extinto pelo  Tribunal de Justiça do Estado de São Paulo, e seu acervo foi recolhido ao cartório do 1º subdistrito da sede.

### Saneamento
O serviço de abastecimento de água é feito pelo Departamento de Água e Esgoto (DAE). 

### Energia
A responsável pelo abastecimento de energia elétrica é a CPFL Paulista, distribuidora do grupo CPFL Energia.

### Telecomunicações
O distrito era atendido pela Telecomunicações de São Paulo (TELESP), que inaugurou a central telefônica utilizada até os dias atuais. Em 1998 esta empresa foi vendida para a Telefônica, que em 2012 adotou a marca Vivo para suas operações.

## Cultura

### Patrimônios históricos
- Estação Ferroviária de Tibiriçá, tombada pelo Conselho de Defesa do Patrimônio Cultural de Bauru (CODEPAC) em 2005[22].
- Sede da Fazenda Divisa, também tombada pelo CODEPAC em 2005[23].

## Atividades econômicas
O distrito de Tibiriçá tem uma diversidade marcante na produção rural, com atividades como a agricultura familiar e a pecuária leiteira.

## Religião

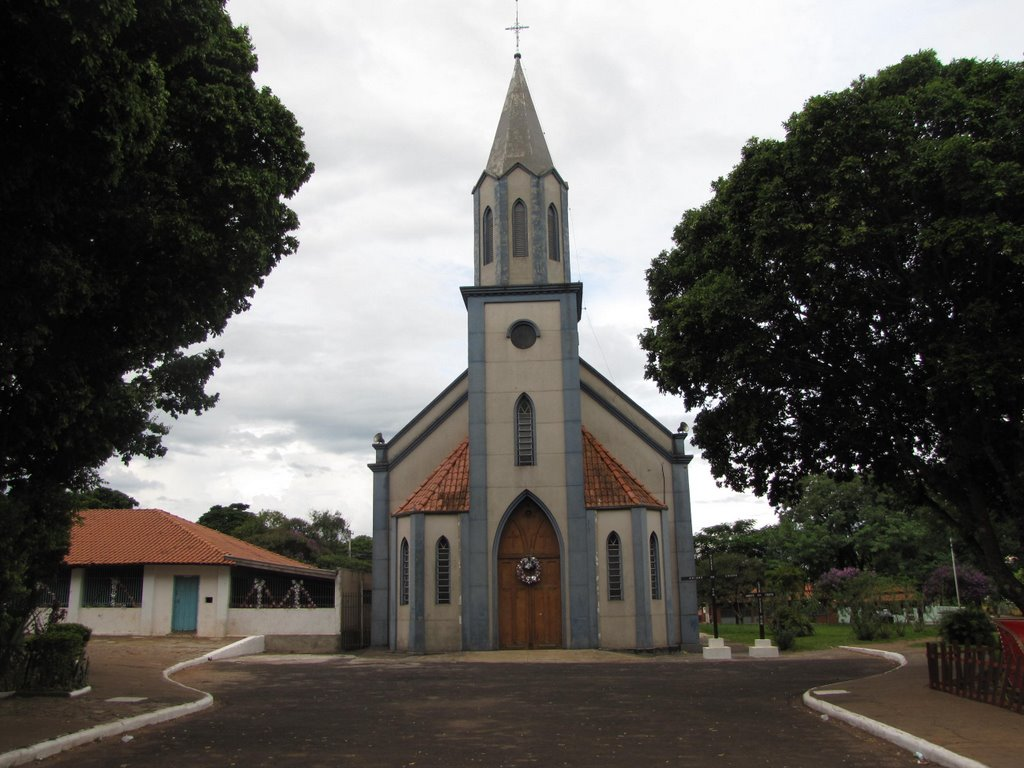
Igreja.

O Cristianismo se faz presente no distrito da seguinte forma:

### Igreja Católica
- A igreja faz parte da Diocese de Bauru[25].

### Igrejas Evangélicas
- Congregação Cristã no Brasil[26].